# Epiplema rotundata
Epiplema rotundata är en fjärilsart som beskrevs av W. Warren 1905. Epiplema rotundata ingår i släktet Epiplema och familjen Uraniidae. Inga underarter finns listade i Catalogue of Life.